# قطعنامه ۹۳۸ شورای امنیت
قطعنامه ۹۳۸ شورای امنیت سازمان ملل متحد که در تاریخ ۲۸ جولای ۱۹۹۴ تصویب شد، سندی بین‌المللی دربارهٔ اسرائیل-لبنان است. این قطعنامه طی نشست ۳۴۰۹ام با ۱۴ رای موافق، ۰ مخالف و ۰ ممتنع تصویب شد.